# アプリで恋する20の条件
『アプリで恋する20の条件』（アプリでこいするにじゅうのじょうけん）は、2021年1月10日に日本テレビ系列で放送されたスペシャルドラマ。主演は本田翼。
リモートでつながる新しい出会いの場「マッチングアプリ」を通して出会う6人の男女の恋の駆け引きを描くラブコメディ。
地上波放送に先立ち、2021年1月6日の18時からHuluで先行配信された。また、地上波での本放送終了後、妙子と誠のその後を描く『アプリで恋する20の条件 アプリの向こう側編』（アプリでこいするにじゅうのじょうけん アプリのむこうがわへん）が同じくHuluにて独占配信された。

## あらすじ
イベント会社「グローバルプロデュース」に勤務する加瀬妙子は仕事の失敗を社長の糸川弘樹から叱責された日、帰宅すると同棲していた彼氏のタケオから別れを告げられてしまう。いつも「選ばれない」人生に疲弊していた妙子はアプリの達人を自称する知人のカフェ店「WGT」の店長・高木遥斗の勧めで「マッチングアプリ」を使い新しい彼氏を探すことに。アプリの中でも「選ばれない」妙子であったが、遥斗のアドバイスで、遂に好条件の男性・長谷川誠とマッチングしてデートにこぎつける。妙子は万全の準備で長谷川との初デートに臨むが、実際に会った長谷川はイケメンなのに不愛想で口が悪く、印象は最悪であった。
一方、「ヤリモク（＝性行為を目的とした出会い）」を公言する遥斗だが、アプリでマッチングした美しい女性・三上咲子の思わせぶりな態度に翻弄され、毎回ギリギリのところではぐらかされてしまう。
イベント会社社長の糸川も妻に逃げられた寂しさからアプリで女性との出会いを求めるが、マッチングした女子大生・島田実日子は「メシモク（＝食事を奢らせることを目的とした出会い）」の女性であった。

## キャスト

### 主要人物
加瀬妙子（かせ たえこ）〈28〉
演 - 本田翼
イベント会社「グローバルプロデュース」の社員。
いつも「選ばれない」人生を送り、5年交際し、3年同棲していた彼氏のタケオにふられたことから知人のカフェ店「WGT」店長・遥斗の勧めでマッチングアプリを使い新しい彼氏探しを始め、公務員でイケメンの長谷川とマッチングする。
アプリで出会った長谷川が実は医者であることが判明し、何としてでも交際できるよう長谷川のズケズケとしたもの言いを我慢してきたが、我慢できず口論になった際、長谷川の女性不信なところを指摘したことで音信不通となる。また自分は「選ばれない」人生を歩むのかと街で涙ぐんでいたところに長谷川が現れ口論の非礼を詫びられ、本音をぶつけて女性不信であることを指摘してくれた妙子と付き合いたいと交際を申し込まれる。
長谷川誠（はせがわ まこと）〈28〉
演 - 杉野遥亮
妙子がアプリでマッチングした男性。イケメンであるが無愛想で口が悪い。
高収入の医者であることに喰いつく女性を避けるためアプリには公務員とウソのプロフィールを登録していたが、偶然診察に訪れた妙子と遭遇したことで医者であることが発覚する。これまで医者の自分と交際するために本音を隠して近づいてくる女性ばかりであったっため女性不信に陥っており、本音でぶつかる妙子のことさえ信じられなかったが、そのことを妙子に指摘されたことで反省し、妙子と交際することを決意する。
島田実日子（しまだ みかこ）〈20〉
演 - 山本舞香
「メシモク（＝食事を奢らせることを目的とした出会い）」でマッチングアプリを活用する女子大生。
以前は交際相手を探す目的でアプリを利用していたが、マッチングした遥斗に弄ばれ連絡をブロックされたことを切っ掛けにメシモクに利用目的を切り替えており、糸川の協力を得て遥斗の経営するカフェ店「WGT」を探し出し、仕返しに遥斗の顔面にパンチをお見舞いする。
三上咲子（みかみ さきこ）〈29〉
演 - 鷲見玲奈
遥斗がアプリでマッチングした派手目で美しい女性。思わせぶりな態度で遥斗を惑わせるが、いつもギリギリのところではぐらかす。
プロフィールにはバツイチと登録されていたが、実は家を出て行った糸川の妻で、まだ離婚は成立していなかった。
糸川弘樹（いとかわ ひろき）〈40〉
演 - 濱津隆之
妙子が勤務するイベント会社「グローバルプロデュース」の社長。
浮気したことで妻に逃げられた寂しさからマッチングアプリで女性との出会いを求めるが、「メシモク」の実日子とマッチングする。食事を奢らされたり、就職活動のエントリーシートの入力を代行させられたり実日子に振り回されるが、結局は逃げた妻の咲子に未練たらたらで、「WGT」の1周年パーティーに現れた咲子に戻ってきて欲しいと泣きついている。
高木遥斗（たかぎ はると）〈25〉
演 - 野村周平
妙子の知人。カフェ店「WGT」の店長。
自称「アプリの達人」で妙子にマッチングアプリで彼氏を探すことを勧める。自身は「ヤリモク（＝性行為を目的とした出会い）」を公言しアプリで女性との出会いを求め、これまでマッチングした女性を弄んでいた。
いつまでもはぐらかされる咲子を落とそうと必死になるうち、咲子のことを本当に好きになってしまうが、「WGT」の1周年パーティーで咲子が糸川の妻であったことが糸川本人の前で判明し、咲子を取り合って糸川とケンカになり大泣きする。

### その他
タケオ
演 - 長谷川慎（THE RAMPAGE from EXILE TRIBE）
妙子の元彼氏。
妙子と5年交際し、3年間同棲をしていたが、仕事で失敗し落ち込んで帰宅した妙子に「愚痴ばかり聞かされるのが嫌だ」と別れを告げる。
エリ
演 - 五島百花
実日子の友人。実日子にマッチングアプリのヤリモク男性に注意するよう忠告する。
看護師
演 - 黒嵜菜々子
長谷川が勤務する病院の看護師。
都内在住の経営コンサルタント〈42〉
演 - 本多力
妙子がマッチングアプリでアポイントを取った1人目の男性。プロフィール写真と実物の乖離が激しかった。
千葉県在住の会計士〈28〉
演 - 標永久
妙子がマッチングアプリでアポイントを取った2人目の男性。妙子を宗教に勧誘しようとする。
茨城県在住の会社員〈38〉
演 - 高木悠暉
妙子がマッチングアプリでアポイントを取った3人目の男性。好感触で妙子は連絡が来ることを待っていたがアプリからプロフィールが削除されていた。遥斗曰く、他の女性と交際に発展したのでプロフィールを削除している。
カフェ店員
演 - まふまふ
遥斗の経営するカフェ店「WGT」の店員。

## スタッフ
- 脚本 - 杉原憲明
- 監督 - 新城毅彦
- チーフプロデューサー - 福士睦
- プロデュース - 植野浩之、畠山直人、森田美桜（AOI Pro.）
- 音楽 - 牧戸太郎
- エンディングテーマ - まふまふ「ユウレイ」(A-Sketch)[4]
- 製作協力 - AOI Pro.
- 製作著作 - 日本テレビ